# Ферреро-Вальднер, Бенита
Бенита Ферреро-Вальднер (нем. Benita Ferrero-Waldner, родилась 5 сентября 1948, Зальцбург) — австрийский государственный и политический деятель, бывший комиссар ЕС по внешним связям и Европейской политике соседства.

## Ранняя биография
Получила образование на юридическом факультете Зальцбургского университета, который окончила в 1970 году со степенью доктора права. До 1983 года работала по специальности в частном секторе. На дипломатической службе с 1984. Занимала ряд важных должностей в системе международных организаций, в частности, была шефом протокола генерального секретаря ООН Бутроса Бутрос-Гали в 1994—1995 годах.

## Политическая карьера в Австрии
Статс-секретарь австрийского правительства в 1995—2000. Министр иностранных дел Австрии в 2000—2004. Выдвигалась Австрийской народной партией в качестве кандидата на пост президента Австрии в 2004, но потерпела поражение на выборах от представителя социалистов Хайнца Фишера.

## Политическая карьера в ЕС
Европейский комиссар с 2004, её портфель включал вопросы внешних сношений Евросоюза и политику добрососедства. 1 декабря 2009 года в связи с реформой руководства Европейского союза вопросы, входившие в сферу её компетенции были переданы Верховному представителю по иностранным делам и политике безопасности Европейского союза. В Европейской комиссии Бенита Ферреро-Вальднер получила должность европейского комиссара по торговле, сменив на этом посту свою преемницу в вопросах европейской внешней политики Кэтрин Эштон. Покинула Еврокомиссию после обновления её состава 9 февраля 2010 года.

## Неудавшаяся карьера в ЮНЕСКО
В 2009 Бенита Ферреро-Вальднер баллотировалась на пост генерального директора ЮНЕСКО. Однако после нескольких безуспешных для неё туров голосования по выборам генерального директора 20 сентября 2009 отказалась от дальнейшей борьбы за этот пост.

## Карьера в бизнесе
Бенита Ферреро-Вальднер покинула большую политику. В 2010 году она вошла в состав наблюдательного совета страховой компании Munich Re.

## Личная жизнь
Замужем вторым браком за литературоведом Франсиско Ферреро Кампосом, преподающим в Венском университете. Детей у супругов нет. У Ферреро-Вальднер благодаря своей фамилии по мужу прозвище Ferrero-Küsschen (Ферреро-Поцелуй), из-за схожести фамилии с известной маркой конфет.